# Тутыга

Тутыга — река в России, протекает в Орловском районе Кировской области. Устье реки находится в 20 км по правому берегу реки Ромовица. Длина реки составляет 13 км.
Исток реки в урочище Крюковы на холмах Северных Увалов в 25 км к северу от города Орлов. Течёт на северо-запад, протекает село Соловецкое (Колковское сельское поселение) и впадает в Ромовицу северо-западнее деревни Потаничи. Приток — Поскотина (левый).

## Данные водного реестра
По данным государственного водного реестра России относится к Камскому бассейновому округу, водохозяйственный участок реки — Вятка от города Киров до города Котельнич, речной подбассейн реки — Вятка. Речной бассейн реки — Кама.
По данным геоинформационной системы водохозяйственного районирования территории РФ, подготовленной Федеральным агентством водных ресурсов:
- Код водного объекта в государственном водном реестре — 10010300312111100034495
- Код по гидрологической изученности (ГИ) — 111103449
- Код бассейна — 10.01.03.003
- Номер тома по ГИ — 11
- Выпуск по ГИ — 1